# Desembarco de Alhucemas
El desembarco de Alhucemas fue un desembarco militar llevado a cabo el 8 de septiembre de 1925 en Alhucemas por el Ejército y la Armada españolas y, en menor medida, un contingente aliado francés, que propiciaría el fin de la guerra del Rif. Se considera el primer desembarco anfibio en la historia que involucra el uso de tanques y apoyo aéreo masivo por mar. El desembarco de Alhucemas se cree que es uno de los precursores de los desembarcos anfibios aliados en la Segunda Guerra Mundial, y la primera operación combinada exitosa del siglo XX.
La operación consistió en el desembarco de un contingente de 13 000 soldados españoles transportados desde Ceuta y Melilla por la armada combinada hispano-francesa. La operación tuvo como comandante en jefe al entonces Director Militar de España, general Miguel Primo de Rivera, y como jefe ejecutivo de las fuerzas de desembarco en las playas de la bahía de Alhucemas al general José Sanjurjo, a cuyas órdenes estaban las columnas de los generales jefes de las brigadas de Ceuta y Melilla, Leopoldo Saro Marín y Emilio Fernández Pérez, respectivamente. Entre los jefes participantes en la acción se encontraba el entonces coronel Francisco Franco, quien por su actuación al frente de las tropas de la Legión fue ascendido a general de brigada.
La Radio Televisión Española realizó, hacia 1980, un valioso film documental sobre esta importante acción bélica.

## Antecedentes
Tras el desastre de Annual, el Ejército español era materialmente incapaz de recuperar el territorio perdido. Por ello se optó por una política de contención orientada a impedir la expansión de la zona rebelde, ejecutada mediante acciones militares limitadas y de carácter local. Paralelamente, se inició la depuración de responsabilidades (Expediente Picasso), a la vez que las fuerzas políticas, la opinión pública e incluso el Ejército se dividían entre los partidarios de abandonar el Protectorado y los que abogaban por reiniciar cuanto antes las operaciones militares.
En septiembre de 1923 se produce la insurrección del general Primo de Rivera; este, partidario inicial del abandono del Protectorado, en 1924 y tras nuevos ataques de Abd el-Krim que obligan a un nuevo repliegue español a las zonas de Tetuán, Ceuta y Melilla, se hace firme partidario de pasar a la ofensiva para derrotar al líder rifeño y restituir la autoridad española en el Protectorado.

## El planteamiento del desembarco
En abril de 1925 se produce un hecho crucial: Abd el-Krim, seguro de sí mismo por sus éxitos frente a los españoles, atacó la zona francesa del Protectorado. Ello abrió las puertas a un efectivo entendimiento franco-español para hacer frente común a los rifeños. Con este fin, en junio de ese año tiene lugar la Conferencia de Madrid, que concreta las acciones necesarias. Entre los acuerdos alcanzados se encuentra el de efectuar un desembarco español en la bahía de Alhucemas, con la cooperación y apoyo de una flota combinada, naval y aérea, franco-española.
Alhucemas, zona de asentamiento de la cabila de Bocoya, que rivalizaba a la tribu de Beni Urriaguel a la que pertenecía Abd el Krim, y que estaba más abierta a colaborar con los españoles, era una localización estratégica para poder dominar Ajdir, la capital de la tribu de Abd El Krim foco permanente de la rebelión rifeña. Por tierra, todas las operaciones militares españolas, incluida la de 1921, que culminó en el Desastre de Annual, tuvieron como objetivo la ocupación de Alhucemas, fracasando una tras otra (fundamentalmente por el excesivo alargamiento de las líneas).
El propósito de la operación se fijó en el desembarco de 18 000 hombres, aunque finalmente serían 13 000 los desembarcados, para ocupar una base de operaciones en la zona de Alhucemas y hacer frente a unos 11 000 hombres que se calculaba que podrían haber reunido los rifeños. Esta operación constituía la primera acción anfibia en la que participaba España en la era moderna y ello, junto al fracaso de la similar operación anglofrancesa en Gallípoli en 1915 durante la Primera Guerra Mundial, suponía un motivo de preocupación. Por si fuera poco, el terreno presentaba dificultades para realizar el desembarco, además de ser una región bien conocida por los rifeños. Ello llevó a Primo de Rivera a investigar los motivos del desastre de Gallípoli y preparar una cuidadosa planificación para el desembarco.
El probable conocimiento de la proyectada operación impulsó al caudillo rifeño a fortificar, artillar y minar la zona. Estas circunstancias obligaron al mando español a cambiar el lugar del desembarco, eligiéndose la Playa de la Cebadilla y Cala del Quemado, al oeste de la bahía de Alhucemas. El primer y principal esfuerzo para apoderarse de la cabeza de playa se ejercería en las citadas playas; una vez conseguido con éxito este desembarco, el segundo esfuerzo se realizaría en algunas de las calas adyacentes o bien se aprovecharía el éxito inicial para profundizar y ampliar la cabeza de playa, dependiendo de las circunstancias.

## El desembarco

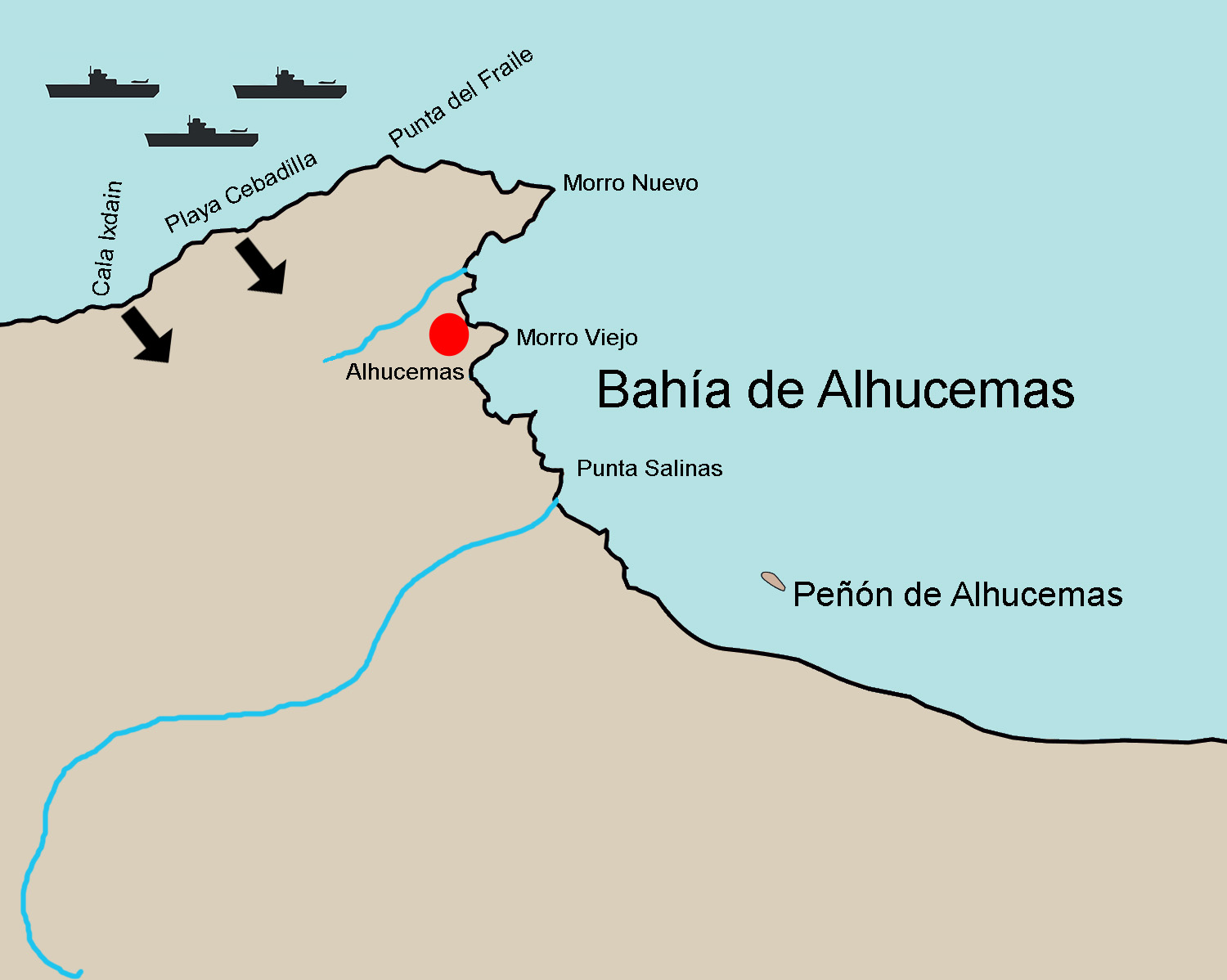
Playas en que tuvo lugar el desembarco de Alhucemas.

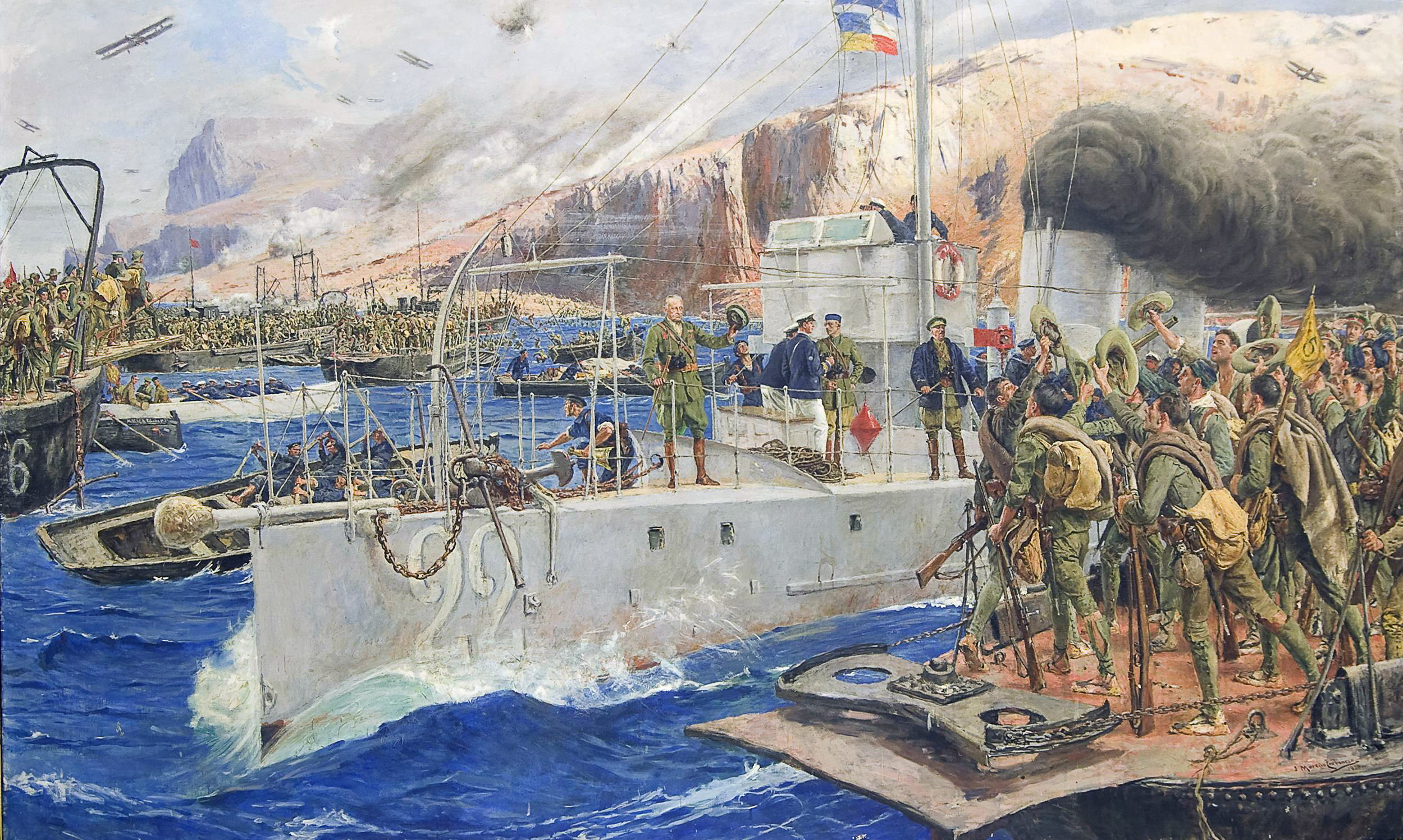
Desembarco de Alhucemas, cuadro de José Moreno Carbonero (1929).

El desembarco, previsto para el 7 de septiembre, comenzó, debido al mal tiempo, el 8 de septiembre de 1925 en las playas de Ixdain y la Cebadilla, en el territorio de la cabila de Bokoia. Se emplearon para ello 24 barcazas tipo K compradas a los británicos y que estaban en Gibraltar, las mismas que estos habían empleado en su fracasado desembarco en Gallípoli.
En la costa, los rifeños disponían de catorce piezas de campaña de 70 y 75 mm que había sido capturadas a los españoles y se rumoreaba que probablemente eran operadas por instructores mercenarios extranjeros. También contaban con ametralladoras.

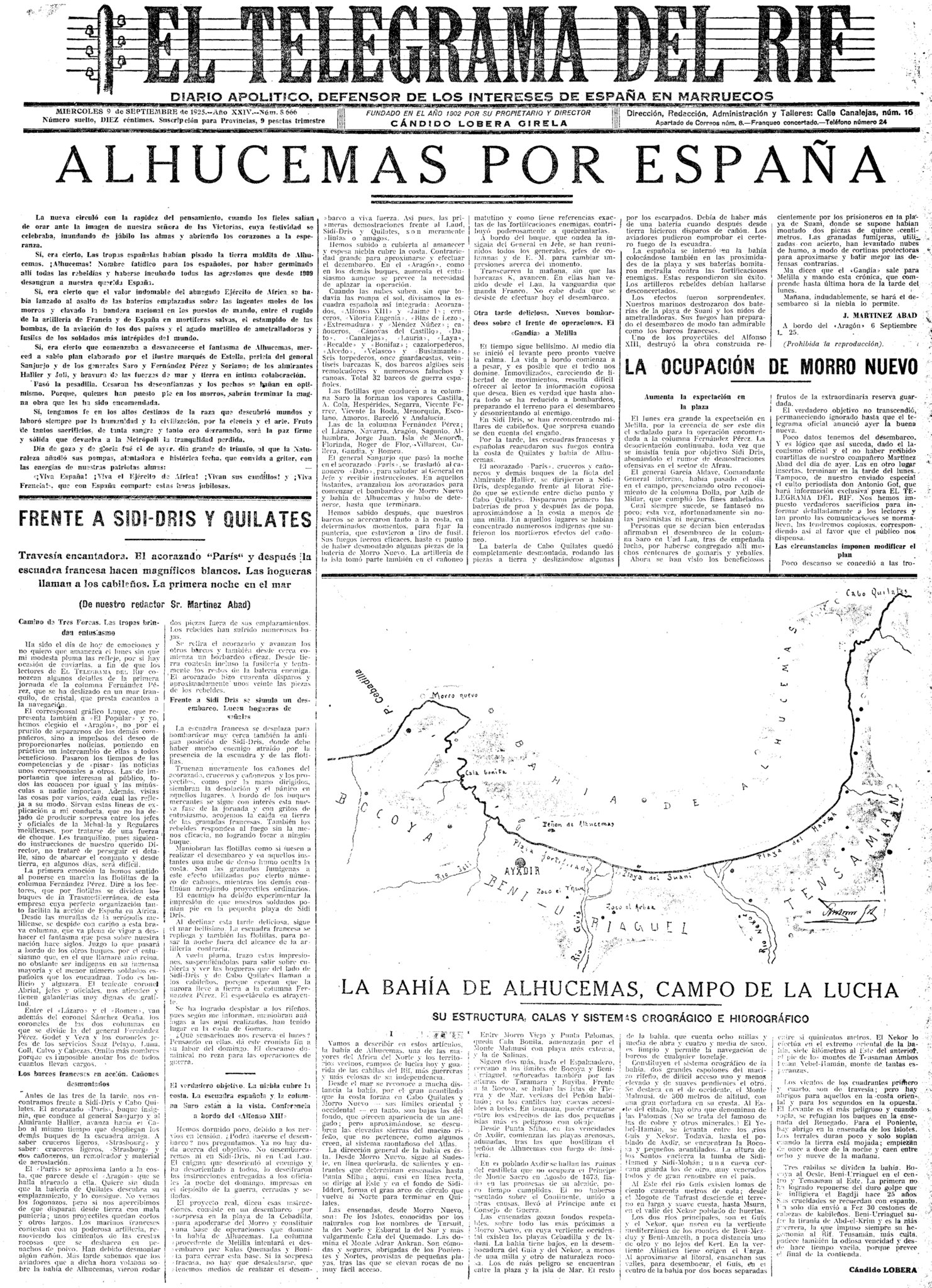
El Telegrama del Rif de 9 de septiembre de 1925

Apoyados por los cañones de las escuadras navales y el bombardeo de la aviación, la primera oleada comenzó a las 11:30. Debido a la presencia de rocas, el contingente de la playa de Ixdain debió desembarcar a unos 50 metros de la costa. Entretanto, se descubre que la playa de la Cebadilla está minada con unas 40 minas enterradas en la arena. Detonadas las minas, comenzó la segunda oleada a las 13:00 horas y a continuación un rápido avance hasta ocupar las alturas que dominan la playa. En un primer momento desembarcaron 9000 hombres y durante el resto del día se procedió a desembarcar el material necesario para continuar la operación. Al caer la tarde, la artillería rifeña reanudó el fuego con intensidad contra las tropas españolas y la escuadra, causando numerosas bajas y alcanzando a los acorazados Alfonso XIII y Jaime I, que sufrieron daños menores. La artillería fue respondida con un ataque aéreo español y, al final del día, 13 000 hombres estaban ya en tierra.

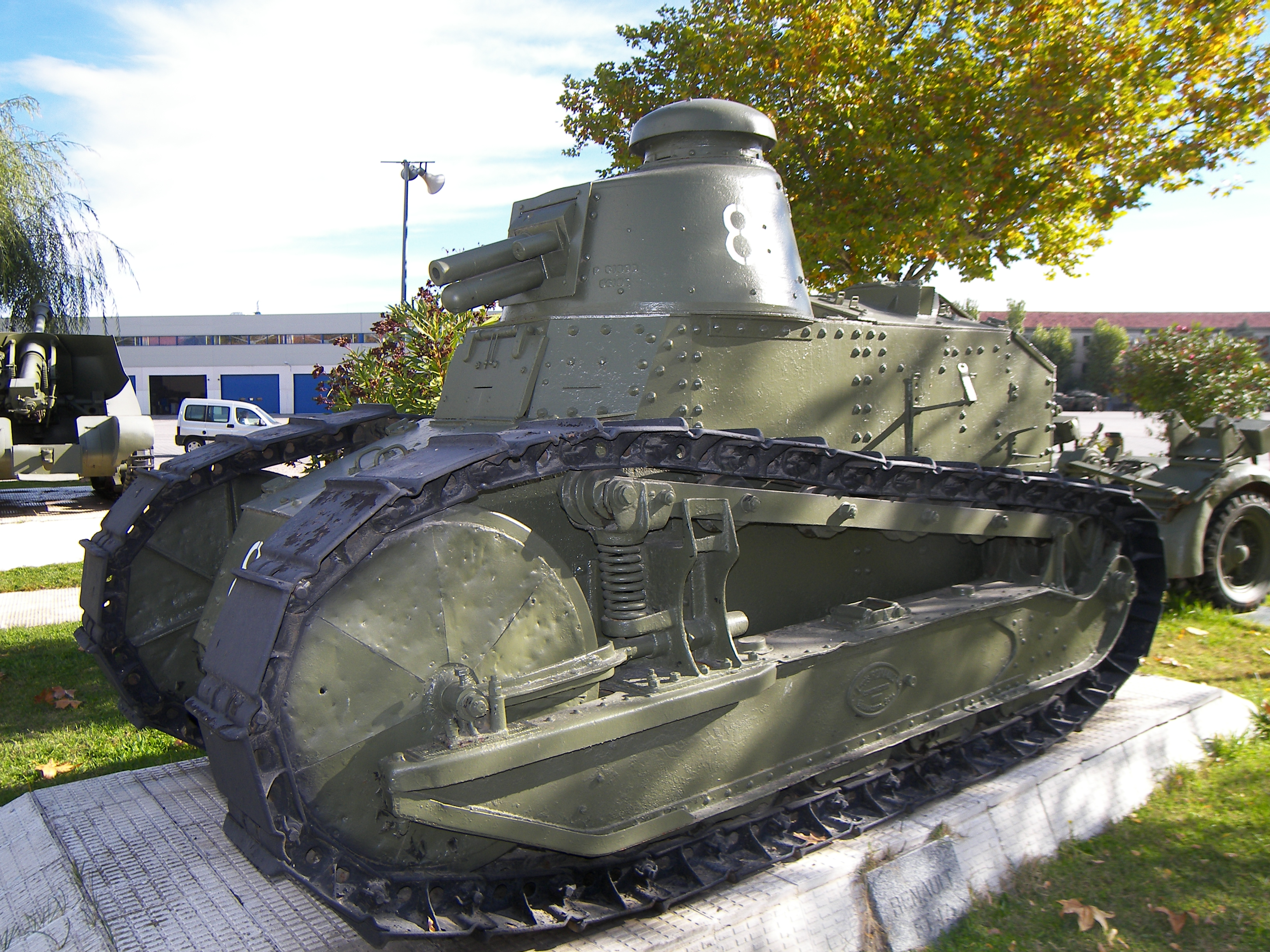
Tanque Renault FT-17, actualmente conservado en el Museo de Medios Acorazados de la base El Goloso (Madrid).

Cabe destacar que en Alhucemas se utilizaron por primera vez en la historia de la guerra carros de combate en un desembarco, concretamente 11 Renault FT-17 y 6 Schneider CA1, que fueron poco útiles pero causaron gran impresión. Además, fue la primera vez en la historia en la que las fuerzas de apoyo aéreo al desembarco, las fuerzas navales y las fuerzas de tierra actuaron bajo un mando unificado, el de Primo de Rivera.
El 23 de septiembre se dio la orden de continuar el avance y se ocupó la línea de alturas que domina la bahía de Alhucemas el día 26. El 30, tras otro nuevo periodo de mal tiempo que impedía el desembarco del apoyo logístico necesario, así como el apoyo aéreo, se inició la fase final de la penetración terrestre destinada a consolidar la base de operaciones, que finalizó el 13 de octubre. Desde Alhucemas, en la primavera de 1926, se ejecutaron las operaciones que determinaron la derrota de Abd el-Krim y la ocupación y pacificación total de la zona española del Protectorado.

## Orden de batalla
- Mando supremo: general Miguel Primo de Rivera.
- Mando terrestre: general José Sanjurjo Sacanell.
- Mando aéreo: general Jorge Soriano Escudero.
- Mando naval: almirante Eduardo Guerra Goyena.

### Fuerzas españolas
- Fuerzas terrestres (aprox. 13 000 hombres):
  - Agrupación oriental (I Escalón): 2 banderas del Tercio de la Legión, 7 tabores de Regulares, Batallones de África 3 y 8; 1 compañía de carros de combate; 1 batería de obuses de 105 mm y 2 de 75 mm; una unidad de ingenieros, otra de intendencia y una tercera de Sanidad. Mandos: general Leopoldo Saro Marín, teniente coronel Miguel Campins, coroneles Francisco Franco Bahamonde y Emilio Esteban Infantes.
  - Agrupación occidental (II Escalón): 1 bandera del Tercio, 2 tabores de Regulares, 1 harka de Fuerzas Indígenas, fuerzas de la Mehal'la Indígena; 1 Batallón Expedicionario de Infantería de Marina; 1 batería de obuses de 105 mm y 2 de 75; una unidad de ingenieros, otra de intendencia y una tercera de sanidad. Mandos: general Emilio Fernández Pérez, coroneles Manuel Goded Llopis y Adolfo Vara de Rey.

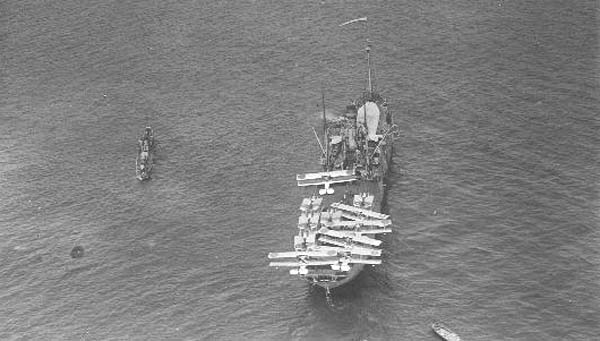
Portahidroaviones Dédalo.

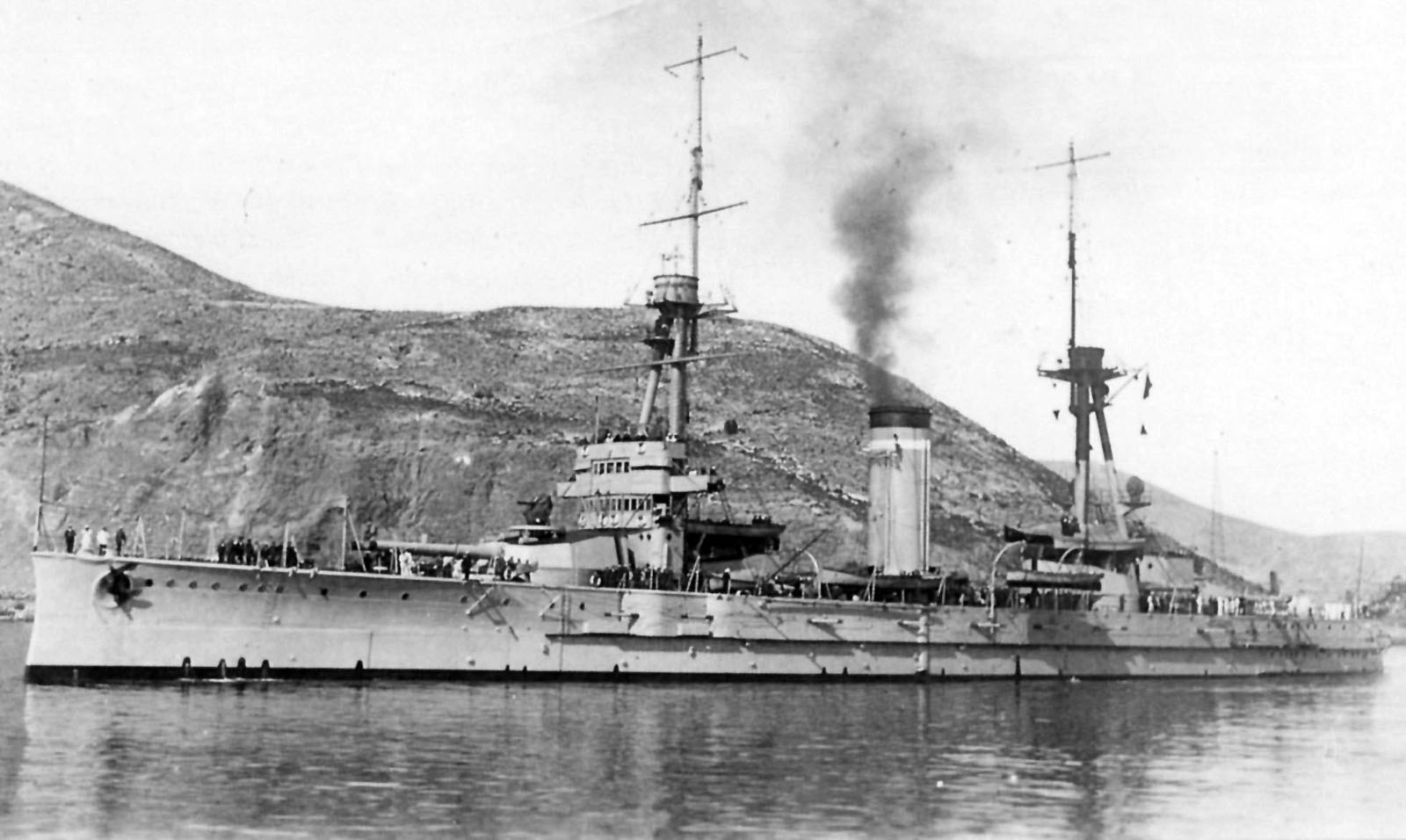
Acorazado Alfonso XIII.

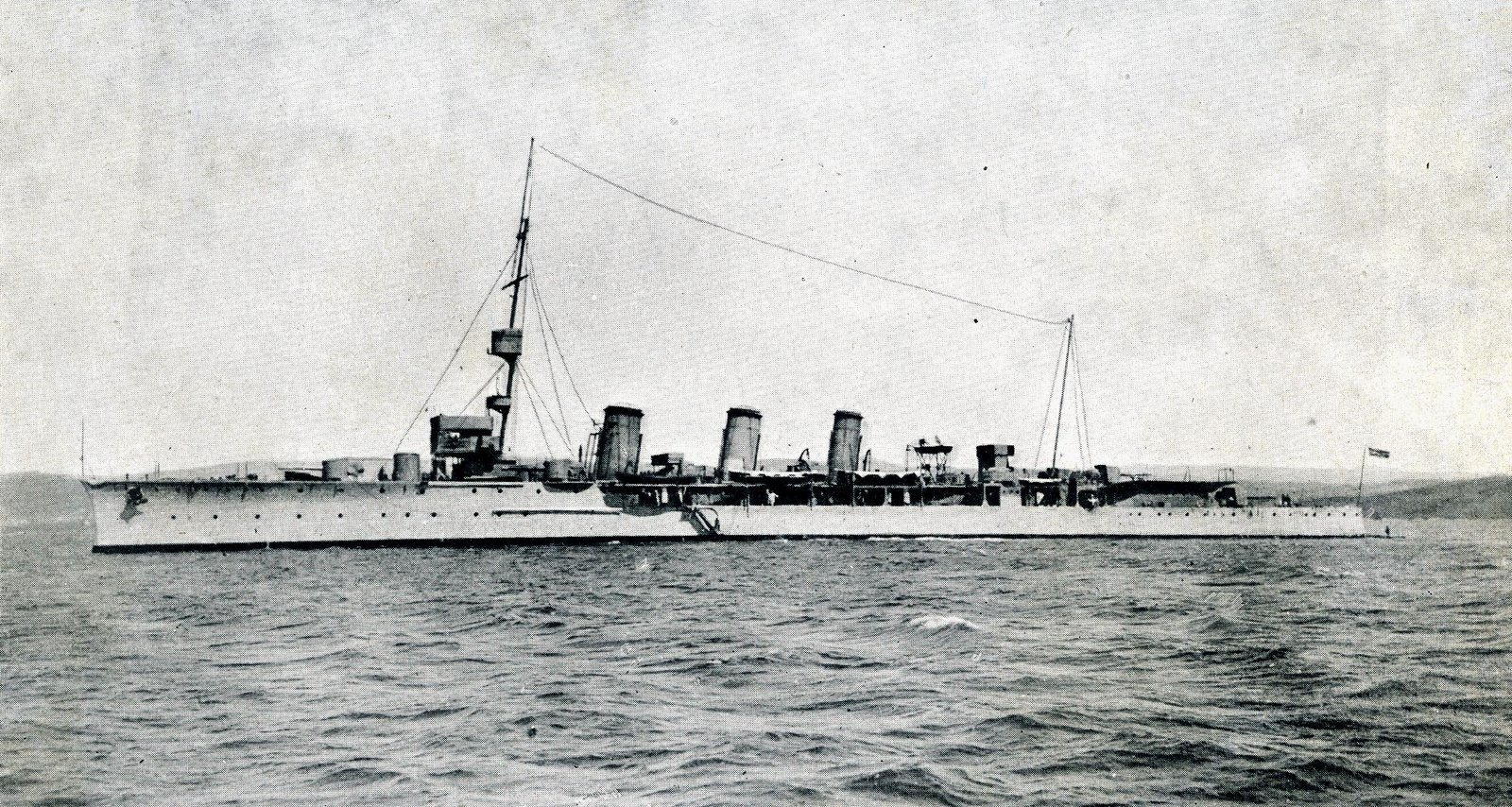
Crucero Blas de Lezo.

- Fuerzas navales (almirante Guerra y contraalmirante García):
  - 2 acorazados: Jaime I y Alfonso XIII.[7]
  - 4 cruceros: Méndez Núñez, Blas de Lezo, Victoria Eugenia y Extremadura.[7]
  - 1 portahidroaviones: Dédalo.[7]
  - 2 destructores: Alsedo y Velasco[7] (el primero de ellos, no intervino finalmente al estar en pruebas y el segundo, por ser abordado por el Canalejas, tras lo cual hubo de retirarse).
  - 7 cañoneros: Cánovas del Castillo, Canalejas y Eduardo Dato de la Clase Cánovas del Castillo y Recalde, Lauria, Laya y Almirante Bonifaz de la Clase Recalde.[7]
  - 11 guardacostas: Uad Muluya, Uad Kert, Uad Martin, Uad Ras, Uad Lucus, Uad Torga, Tetuán, Ardía, Larache, Alcázar y Xauen.[7]
  - 6 torpederos Clase T1: T-1, T-11, T-16, T-18 y T-22.[7]
  - 7 guardapescas: Marinero Jarano, Cardólo, Maquinista Macías, Condestable Zaragoza, Marinero Gante, Torpedista Hernández y Contramaestre Castelló.[7]
  - 4 remolcadores.[7]
  - 2 aljibes: África y E.[7]
  - 26 barcazas de desembarco tipo K de 300 t.[7]
  - 27 transportes.[7]
- Fuerzas aéreas (general Soriano):
  - 3 escuadras (formada cada una por un grupo de reconocimiento y otro de bombardeo).
  - 6 hidroaviones de caza - reconocimiento (Savoia-Marchetti SIAI) Savoia S-16
  - 6 hidroaviones de bombardeo Macchi M.18AR
  - 1 globo cautivo tipo Avorio Prassone de 1100 m³
  - 1 dirigible semirrígido de SCA de 1500 m³
  - 2 aviones Junkers F-13 de la Cruz Roja.

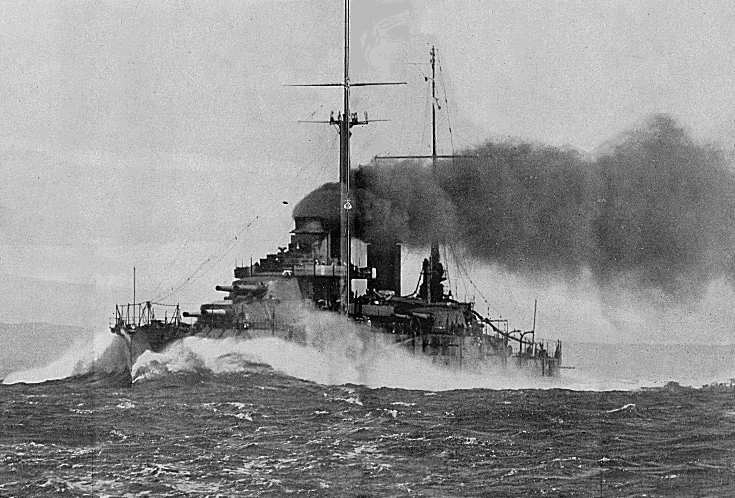
El acorazado París en alta mar, navegando a toda máquina.

### Fuerzas francesas
- Fuerzas terrestres:
  - 1 batallón de infantería de marina (que desembarcó a las 24 horas).
- Fuerzas navales (almirante Hallier):
  - 1 acorazado: París.[7]
  - 2 cruceros: Metz y Strasbourg.[7]
  - 2 torpederos: Annamite y Tonkinois.[7]
  - 2 monitores avisos: Reims y Amiens.[7]
  - 1 remolcador con globo cautivo.[7]
- Fuerzas aéreas:
  - 1 escuadrilla de bombardeo: Farman F.60 Goliath compuesta por 6 aparatos.[7]